# Аннілайд
Аннілайд (ест. Annilaid, Anilaid, Hanilaid, Anõlaid) — естонський безлюдний острів у Пярнуській затоці. З островом Манілайд утворюють ландшафтний заказник Манійя.

## Географія

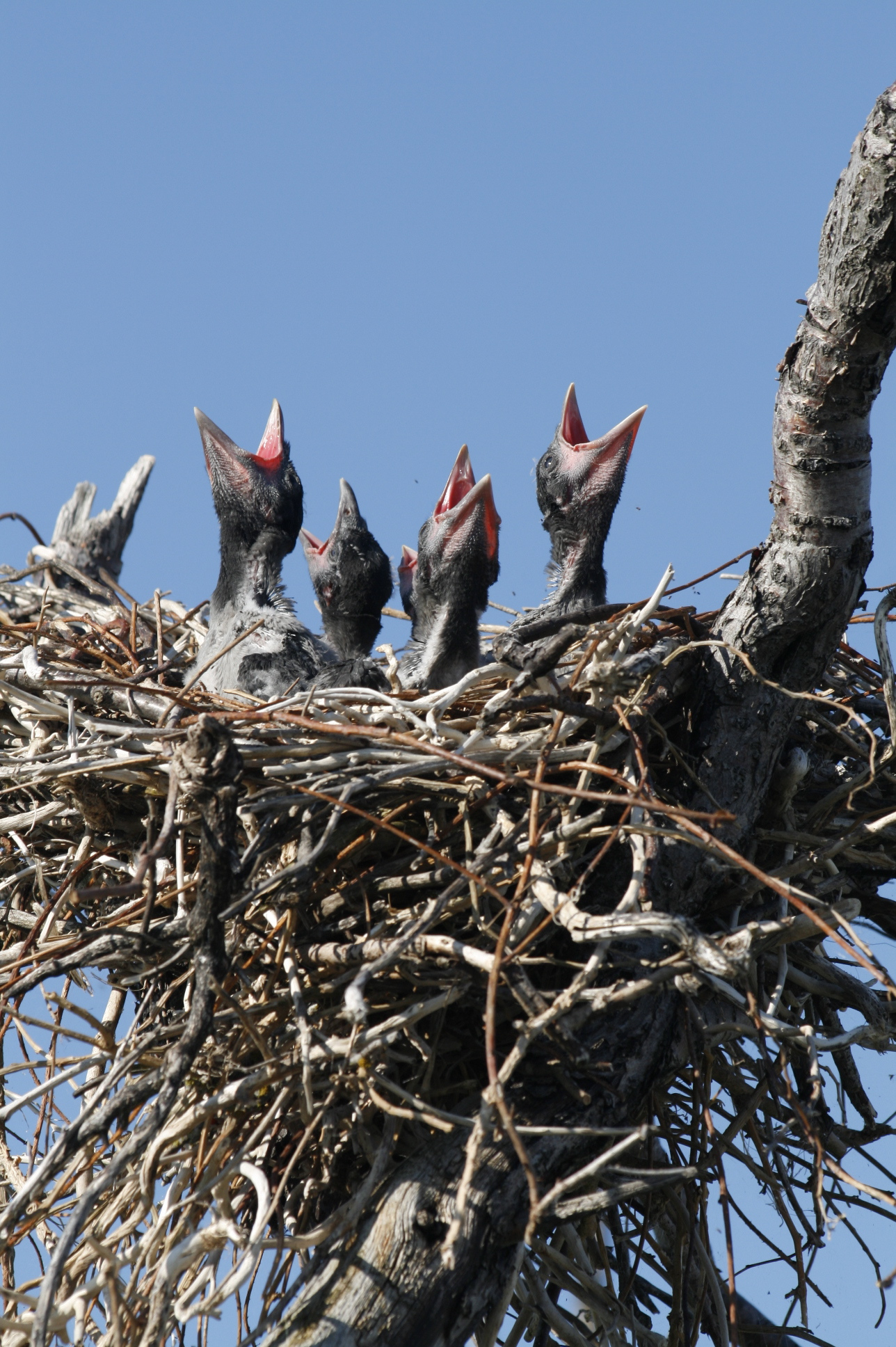
Пташенята баклана великого у гнізді на острові

Аннілайд один з багатьох невеликих островів Естонії. Розташований на півнень від острова Манілайд. 
Острів має довгасту форму, кам'янисті береги, оточений мілким морем з численними валунами.
Адміністративно належить до волості до волості Тистамаа повіту Пярнумаа. Острів Аннілайд є безлюдний.

## Флора та фауна
Аннілайд маленький острів, який покритий береговими луками та чагарниками ялівцю. Острів є місцем існування рідкісних видів рослин та водоплавних птахів. На острові ростуть: миколайчики приморські, бровник однобульбовий, зозульки м'ясо-червоні, коручка болотна, зозулині сльози, зозулинець шоломоносний, сон лучний. 
Також на острові гніздяться: баклан великий, лебідь-шипун, мартин сріблястий, чорноволик, пісочник, турухтан, грицик великий, травник, крем'яшник звичайний, крячок річковий, крячок малий, крячок полярний, сова болотяна, сорокопуд терновий та кропив'янка рябогруда. 
У 1991 році на острові створено ландшафтний заказник Манійя площею 204 га. 

## Клімат
На острові континентальний клімат. Середньорічна температура становить 6 °С. Найтепліший місяць серпень, з середньою температурою 18 °С, найпрохолодніший — січень, з середньою температурою -4 °С.

## Галерея

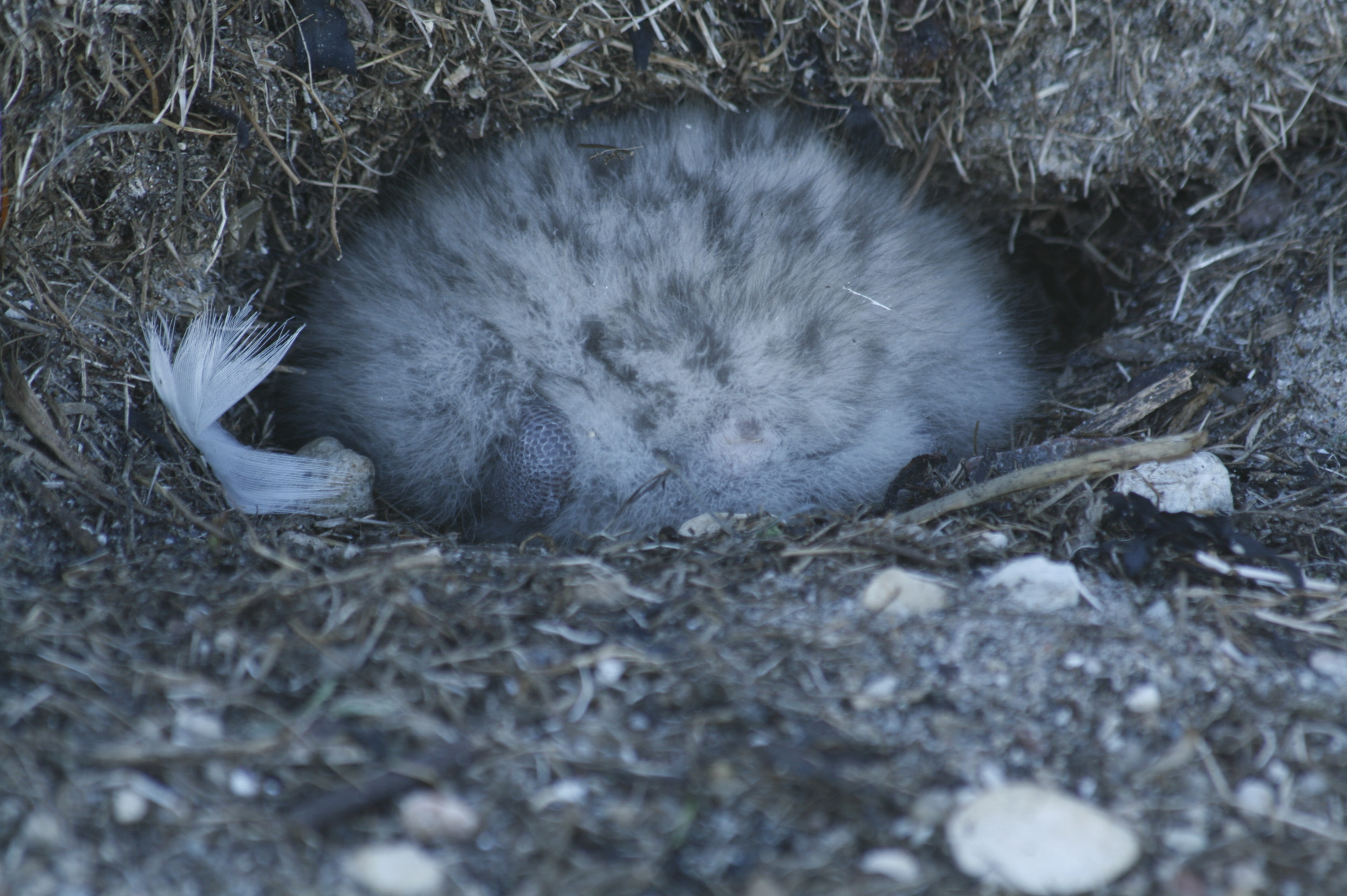
Пташеня мартина сріблястого
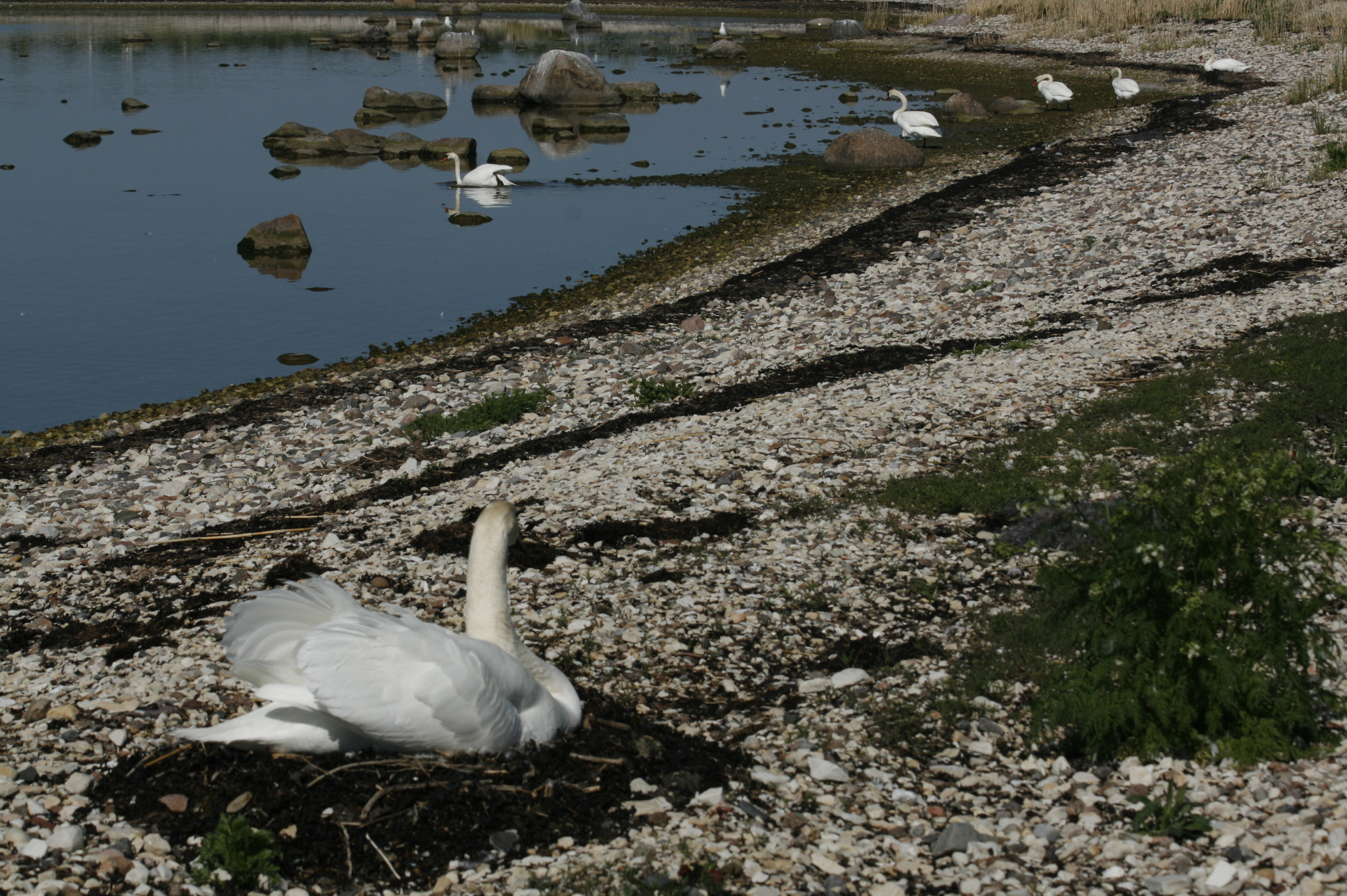
Лебідь-шипун у гнізді
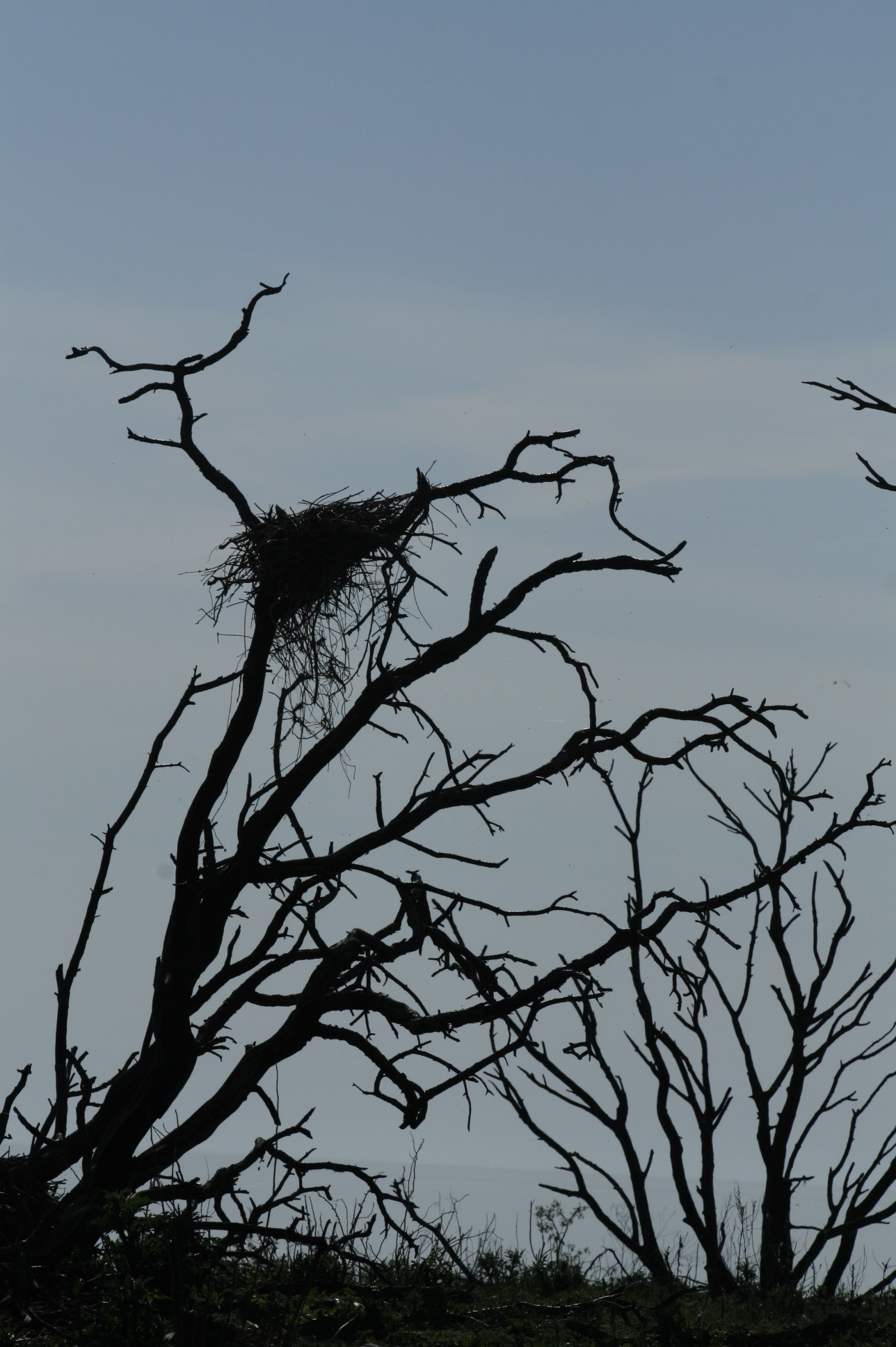
Гніздо баклана великого